# LASER Airlines
LASER Airlines, legalmente e ufficialmente Línea Aérea de Servicio Ejecutivo Regional, CA, è una compagnia aerea con sede a Caracas, Venezuela. Opera servizi di linea e charter passeggeri in Venezuela, Caraibi e Sud America. La sua base principale è l'aeroporto Internazionale Simón Bolívar, Caracas.

## Storia
La compagnia aerea è stata fondata nel 1993 e ha iniziato ad operare nel 1994. All'inizio la compagnia aveva un solo aereo passeggeri Douglas DC-9-14 e solo l'anno successivo acquistò un Boeing 727-200 iniziando ad espandere le destinazioni nazionali e internazionali, diventando una delle principali compagnie aeree del Venezuela.
Dopo lo scoppio della crisi venezuelana nel 2014, a causa delle sanzioni di embargo imposte dagli Stati Uniti, alcune delle rotte internazionali di LASER sono state dirottate verso l'aeroporto internazionale statunitense nella Repubblica Dominicana per garantire che le rotte continuassero a operare.
LASER Airlines ha iniziato a volare a Miami in alleanza con World Atlantic Airlines, di cui è partner da novembre 2016; è stata stabilita un'alleanza attraverso la quale è stato creato il volo Miami-Caracas su base giornaliera. Una seconda frequenza è stata aggiunta a questa frequenza collaborando con Swift Air per offrire un maggiore comfort ai passeggeri su entrambe le frequenze. Entrambe sono operate con Boeing 737 di cui World Atlantic Airlines è sprovvista; a causa di questo si è sciolta l'alleanza.
Successivamente, a causa della decisione presa dal governo degli Stati Uniti, il 15 maggio 2019, i voli commerciali e cargo verso il Venezuela dagli Stati Uniti sono stati sospesi a tempo indeterminato. Per questo, LASER Airlines crea un centro di collegamento presso l'aeroporto Internazionale Las Americas nella Repubblica Dominicana, aggiungendo una frequenza aggiuntiva a questa destinazione, lasciando 2 frequenze giornaliere e con la possibilità di collegarsi a Miami, mantenendo l'alleanza con Swift Air.
Il 1º dicembre 2019, LASER è stata costretta a cancellare la sua rotta Caracas-Guayaquil a causa delle complesse richieste migratorie del governo dell'Ecuador per i venezuelani; poche settimane dopo, ha annunciato la nuova rotta Caracas-Bogotà con una frequenza giornaliera che ha iniziato ad operare il 10 febbraio 2020.
Nel 2020, la compagnia è stata in trattativa con le autorità del Perù, del Cile e dell'Argentina per aprire una rotta verso queste nazioni sudamericane. Nello stesso anno, LASER ha costituito una compagnia aerea a basso costo denominata RED Air, nell'ambito di una joint venture con una società dominicana, SERVAIR.

## Destinazioni
Al 2022, LASER Airlines opera voli di linea verso Aruba, Curaçao, Panama, Repubblica Dominicana e Venezuela.

### Accordi di code sharing
LASER Airlines ha accordi di code sharing con Plus Ultra Líneas Aéreas.

## Flotta

### Flotta attuale

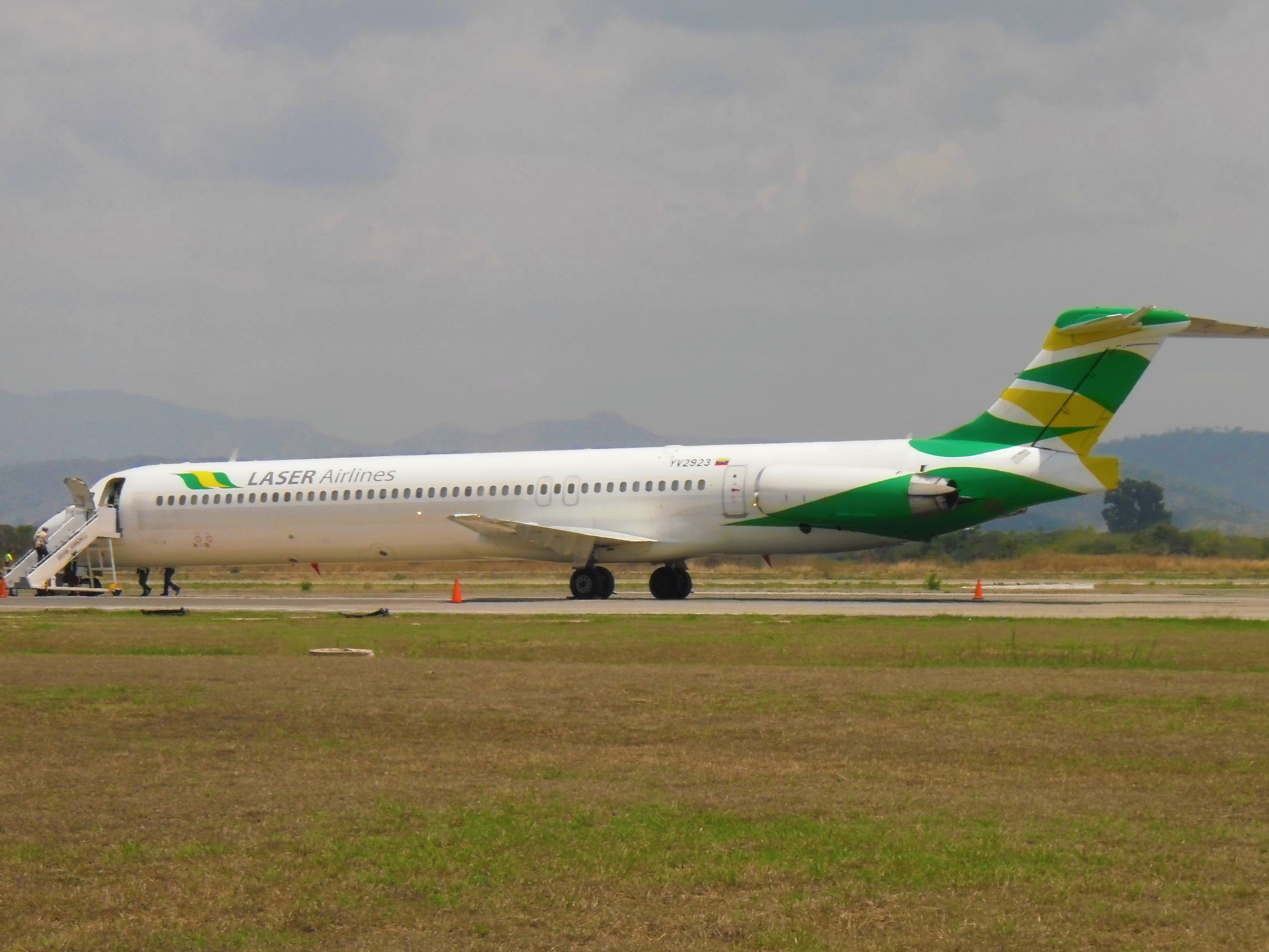
Uno dei McDonnell Douglas MD-82 della compagnia.

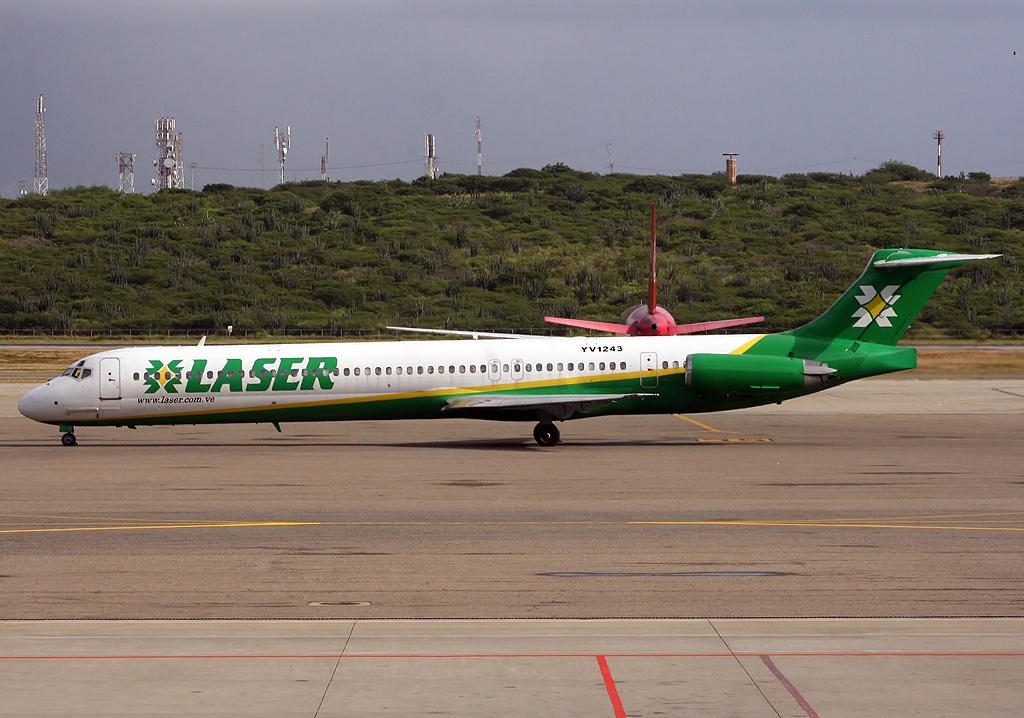
Un McDonnell Douglas MD-81.

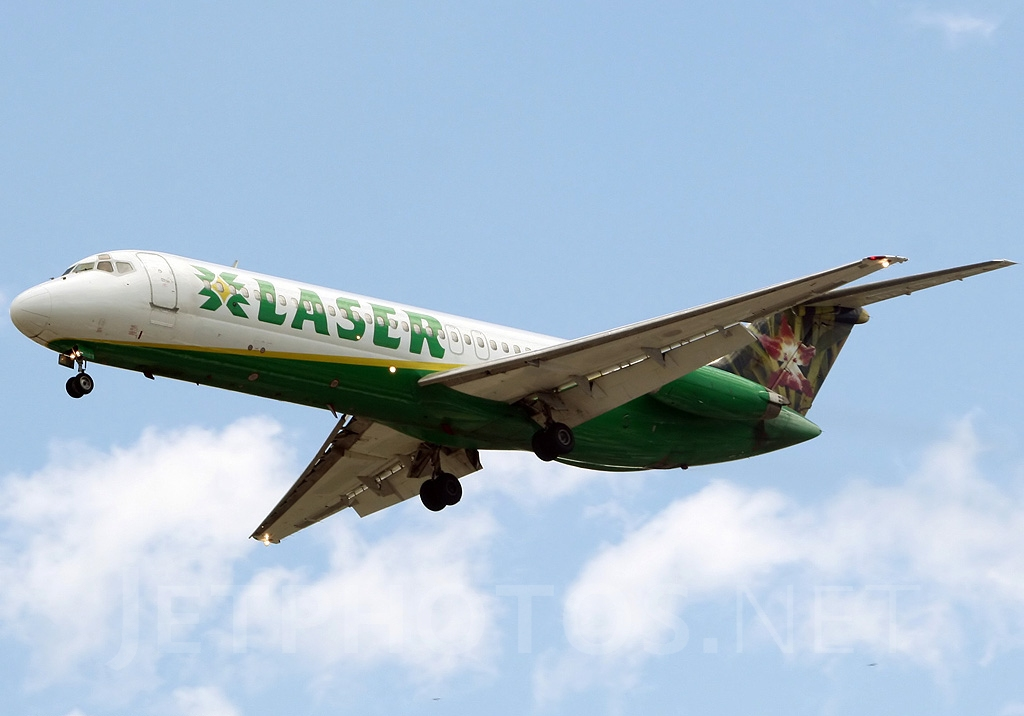
Uno dei Douglas DC-9-30.

A giugno 2023 la flotta di LASER Airlines è così composta:

### Flotta storica
Nel corso degli anni LASER Airlines ha operato con i seguenti modelli di aeromobili: